# Cultureel Centrum Suriname
Het Cultureel Centrum Suriname (CCS), in het eerste jaar na oprichting nog Cultureel Comité Suriname genaamd, is een Surinaamse culturele overheidsinstantie die tot doel heeft om culturele activiteiten te coördineren en te organiseren. Het CCS maakt deel uit van het ministerie van Onderwijs en Volksontwikkeling.
Het CCS beschikt over een bibliotheek met meerdere bussen, en organiseert tal van culturele lessen, zoals in muziek, dans, tekenen, schilderkunst, acteren, enz. Daarnaast initieert, ondersteunt en financiert het tal van artistieke activiteiten.

## Geschiedenis
Het Cultureel Comité Suriname werd op 21 juni 1947 opgericht en op 18 oktober 1948 hernoemd naar Cultureel Centrum Suriname, dat sindsdien een stichting is. Tot en met de onafhankelijkheid was het een zusterorganisatie van de Nederlandse Sticusa.
In 1947 kende het CCS één administratieve kracht die vanuit een particuliere woning werkte. In 1975 waren er inmiddels rond de honderd mensen werkzaam. In dezelfde periode groeide het budget van 51 duizend naar 400 duizend Nederlandse gulden. Wanneer daar de subsidies en de in natura geleverde goederen en diensten bij opgeteld worden dan werd in 1975 twee miljoen gulden aan het CCS besteed.